# Петров, Евгений Витальевич
Евгений Витальевич Петров (род. 23 июня 1976, Казань) — российский хоккеист, тренер. Мастер спорта России.

## Биография
Воспитанник казанского «Итиля». Выступал за команды «Итиль» (1993/94 — 1994/95), «Ак Барс-2» (1993/94 — 1995/96), «Нефтехимик» и «Нефтехимик-2» (Нижнекамск, 1996/97), «Липецк» (1997/98 — 1998/99, 2000/01), «Стинол» (1997/98 — 1998/99), «Липецк-2» (2000/01), «Воронеж» (2001/02 — 2002/03), «Тамбов» и «Мотор» Барнаул (2004/05), «Керамин» (Кубок Беларуси), СКА-«Химик», СКА-«Химик-2» (обе — Новополоцк) и «Кристалл» Саратов (все — 2005/06), «Ариада-Акпарс» и «Ариада-2» (Волжск, 2006/07), «Южный Урал» Орск и «Сарыарка» Караганда (2007/08), «Сокол» Красноярск (2008/09).
Окончил Казанский государственный педагогический университет (физическая культура, 1998). С 2013 года — тренер в хоккейной школе «Зилант» (Казань).